# 열목어
열목어(熱目魚, Brachymystax lenok tsinlingensis)는 연어목 연어과의 민물고기이다. 어린 개체는 팽팽이라 부른다. 시베리아·몽골·만주·한반도의 차갑고 깨끗한 강물에서 산다. 한반도가 서식의 남방한계선이다.
강원도의 열목어가 맛의 방주에 등재되어 있다.
몸은 옅은 황갈색이며 크기는 100cm까지도 자라나 보통 20cm 가량이 대부분이다. 곤충을 잡아먹으며 3~4월에 알을 낳는다.
한류성 어족으로 일생 동안 하천 상류에서만 서식하고 바다에 나가지 않는다. 눈 사이·옆구리·등지느러미·기름지느러미 등에 크고 작은 자홍색의 불규칙한 작은 무늬가 흩어져 있다. 열목어는 몸빛이 무척 아름다워 평소에는 은빛이던 것이 산란기인 4-5월이 되면 온몸이 짙은 홍색으로 변하여 신비하면서도 고상한 색을 지닌다. 이 때 등지느러미와 가슴지느러미는 아름다운 무지개빛을 낸다. 여름에는 수온이 매우 낮은 깨끗한 물을 찾아가며, 수온이 내려가는 늦가을에서 겨울 동안에는 강 하류의 깊은 물 속의 얼음 밑에서 지낸다. 봄이 되어 얼음이 녹으면 다시 상류로 올라가 물살이 세지 않고 바닥이 모래와 자갈로 된 수심 30-70cm 정도 되는 곳에 알을 낳는다. 물에 사는 곤충 등 작은 동물을 잡아먹고 산다. 한국·러시아·유럽·북아메리카 등지에 서식한다. 현재 환경부 멸종위기 야생생물 Ⅱ급으로 지정되어 보호받고 있다.

## 분포
대한민국에서는 강원특별자치도 정선군 정암사의 열목어 서식지와 경상북도 봉화군 석포면에 있는 열목어 서식지를 각각 천연기념물 73호와 74호로 지정하여 보호하고 있다. 특히 경상북도의 열목어 서식지는 열목어가 살 수 있는 남쪽 한계지인데, 열목어가 멸종되었다가 지역 주민들이 강원도로부터 종자를 들여와 되살렸다. 열목어는 설악산과 오대산 천연보호구역에서도 보호받고 있다. 그리고 경기도와 충청북도의 한강수계 계류와 전라북도의 섬진강수계 계류와 경상북도의 낙동강수계 계류와 한강으로 흐르는 가평과 청평의 최상류 계류에 고루 서식했으나 현재는 거의 절멸된 상태다.
몽골과 만주와 북한에서는 여전히 인기 많은 계류 낚시감이다. 옛날에는 남한에서도 인기있는 계류 낚시감 중 하나였다고 한다. 대한민국에서는 1996년 1월부터 환경부가 특정보호어종으로 지정하여 열목어를 허가없이 채취, 포획, 가공, 유통할 수 없도록 되어 있다.